# チュバチュバワンダーランド
『チュバチュバワンダーランド』（英: CHUBA CHUBA Wonderland）は、千葉テレビ放送（チバテレ）で放送されている子供番組である。当初は5分間のミニ番組として放送していた。現在は主に、チバテレ開局40周年記念番組として開始した15分版を放送している。
本記事では、期間限定でいくつか放送されている派生番組に関しても説明する。

## 概要
2007年10月1日、5分間のミニ番組として放送開始。2009年4月までは「C☆stars」（シースターズ）という少女3人組による楽曲『チュバチュバchu-chu-chu』を披露していた。
2009年5月2日以降、「2ndシーズン」「第2弾」と名称が付けられ、C☆starsに代わりご当地ヒーローキャプテン☆C（Captain☆C）が登場。楽曲『ロックン★チュバ!』を披露した。
2011年7月4日からは従来の5分版に加え、チバテレ開局40周年記念番組として15分版を放送開始した。番組前半が後述する特撮ドラマにリニューアルし、「3rdシーズン」としている。
千葉県内の幼稚園・保育園訪問や、ショッピングセンター、住宅展示場などのイベント会場で番組のステージショーが行われており、その際にはチバテレのマスコットキャラクター・チュバや現地のマスコットキャラクターなどが共演する。番組自体のスポンサーであるモラージュ柏（柏市）では毎月定期的にショーが行われており、C☆starsの卒業イベント・キャプテン☆Cのお披露目イベントも行われ、番組内ではしばしば「チュバチュバワンダーランドの聖地」とも紹介されている。ショーは1回あたり1000 - 2000人近くが集まることも多く、会場への入場制限をすることもある。
2014年9月20日 - 2015年11月29日・2016年4月30日 - 9月25日の土・日・祝日には、当番組をイメージしたアミューズメントパークである「チュバチュバワンダーパーク」が、船橋市にあるプラウドシーズン船橋小室（北総鉄道北総線小室駅前）内で営業していた。

## 出演者
出演者の多くは、劇団スーパー・エキセントリック・シアター（SET）所属の俳優・女優である。

### 主人公
キャプテン☆C
コスチュームは、青と黄色を基調とした、戦隊ヒーローを模したもの。
キャラクターデザインは習志野市出身のイラストレーター・西村アメリカ君 が手がけている。
青は千葉の青い海、黄色は千葉を代表する植物のナノハナを表現。
「C」は、「Chiba」の「C」だけではなく、「Challenge」「Chance」「Charge」「Communication」の意味もある。サッカーにおいて、リーダーシップがあるという意味の「キャプテンシー」にもなぞらえている。
ヒーローといえばかっこよさが重要視されるが、「ゆるさ」も特徴の1つであり、独特の「ゆるヒーロー」というヒーロー像を作り上げている。このヒーロー像のきっかけは、チバテレの女性社員のアイディアによるものであるとされている。
当番組の他にも、チバテレ内の番組に出演がある。
- 『チバテレ市町村データ放送』のCM（2009年夏頃） - 『おじゃまします市町村街かどクイズ』の轟二郎・金杉陽子と共演。
- 『NEWSチバ930』の間に入る「交通安全キャンペーン」CM - かつてNEWSチバ930で、Captain☆Cが県内幼稚園の園児とふれあうCMを流していた。2009年5月 - 2010年3月は『ニュースChiba21』内。2010年7月以降はチュバ出演に戻っている。

### 敵役
ダスターD
黒と赤を基調としたコスチューム。黒は意地悪したくなる心、赤は情熱を表現。
名前は「Duster（ほこりを払う人＝悪者を排除する人）」と「Daring（大胆な、勇敢な、向こうみずの）」「dear（心からの）」「drastic（思い切った）」「droll（ひょうきんな）」「delectable（ゆかいな）」「dark（謎めいた）」「disport（はしゃぐ、遊ぶ）」「dream（夢）」などの頭文字「D」を組み合わせている。
2011年5月に発行されたチバテレの月間番組表では『キャプテン☆Cにとっての悪役であり「Dust」「Dirty」「Dark」の意味を持っている』と説明されていた。キャプテン☆Cが青を基調としたクリーンなイメージであるのに対し、汚れたイメージのある言葉を並べている。
イタズラ好きだが寂しがり屋でもあり、実はキャプテン☆Cにあこがれている憎めない面がある。
後述する15分版の特撮ドラマでは黒装束の手下も存在している。ドラマの中には、ダスターDの一方的な思い込みで手下の言い分が理解されず手下がダスターDの被害に遭う回もあった。

### おねえさん
赤いワンピースとリボン、ポニーテールがトレードマーク。イベントでは司会を務める役割である。
初代（エミおねえさん）（演：長谷川恵美、2009年5月 - 2017年3月）
元SET所属。ダンスや歌が得意。ダスターDのイタズラの被害に遭うことが多いが、必殺技?の「おねえさんビーム」でキャプテン☆C、ダスターDを圧倒することもある。
当番組が2009年にリニューアルして以降、8年間にわたり務めていた。その間、20万人以上の千葉県及びその周辺のお友達と握手を行った。妊娠・産休のために2017年3月を以って番組卒業することが、2016年10月に番組ホームページで発表された。番組収録・イベント参加については、産休のため2016年12月を以って終了した。
2020年より番組内のシューティングスターさとみらルージュのさとみらルージュの母親役として声のみ登場し、2020年後半には母親役として実際に再登場。
2代目（さとみおねえさん）（演：沼尻里美、おねえさんとしては2017年4月 - 2023年5月）
元SET所属。偶然にも、誕生日がチバテレの3チャンネルとあわせたかのような、平成3年（1991年）3月3日生まれ。番組自体には、2016年8月の舞台公演『チュバチュバワンダー劇場 キャプテン☆Cとブータロー星からの使者』のロロ役として登場していた。前述のエミおねえさんの産休後、2017年1月 - 3月は事実上のエミおねえさんの代役として、ロロとしてイベント出演していた。2016年12月に新おねえさんのオーディションにより選考されたが、結果的には同じ事務所かつイベントMCの代役を務めた沼尻が、おねえさんの後任として出演することになった。この交代に合わせ、赤いリボンを拾い身に着けたロロが新たなおねえさんに変身するショートドラマを公開・放送した。
2023年5月3日のモラージュ柏でのステージショーを最後に番組卒業することを、同年4月3日に発表した。番組出演の終了日は2023年6月3日。
3代目（あんおねえさん）（演：星杏、2023年6月 - 現在）
ネオ・エージェンシー所属の女優で、これまでのSET所属者からは一新した。2023年6月4日のモラージュ柏でのステージショーでお披露目され、翌6月5日より番組初登場となった。

### その他出演者
れいちゃん（演：MIREI（ヨガインストラクター）、2014年5月 - 終了日不明）
エミおねえさんイベント不在時の代理として2014年3月頃より複数回登場。黄色を基調としている。番組内でもこれな〜んだ！？というコーナーを2014年5月より担当していた。
わかばちゃん（演：三橋若葉、2024年6月 - ）
これまでは1ヒーロー、1悪役、おねえさんという構成であったが、新たに4組目のキャラクターとして登場。緑を基調としている。
三橋は当番組出演以前から、チーバくんキャラバン隊のMCとして活動している。
2024年6月2日のモラージュ柏でのステージショーでお披露目の後、翌日6月3日より番組登場。

### 過去の出演者
C☆stars（～2009年4月）
当時小学生の女性3人グループ。2007年8月結成。モラージュ柏にて卒業イベントが行われた。
- 星☆美優
- 愛永（MANAE）
- 沙羅

『チュバチュバワンダー劇場 キャプテン☆Cとブータロー星からの使者』に登場するブータロー星人
- 嶋田真（ブブ役） - 元SET所属。
- 沼尻里美（ロロ役） - 元SET所属。前述のとおり、後に2代目おねえさんとなる。

『キャプテン★C vs ダスターD みんなの友情、大ピンチ！』に登場するキャスト
- 山城屋理紗（マゴミ、おじいさんの孫、小学４年生役） - SET所属。元おSET隊メンバー。さとみおねえさんがイベント休演時にダスターの妹という設定のダス美として出演
- 嶋田真（パンダ、ラッパーくん、便利ロボット役） - 元SET所属。

## 5分版
かつては『ロックン★チュバ!』のミュージック・ビデオを披露することが多く、他の曲を放送する際の番組タイトルは『MVチュバチュバワンダーランド』と表記し区別されていたが、楽曲の増加に伴いこの表記分けはなくなった。
2021年4月の番組改編にて5分版のレギュラー放送は一旦廃止された。その後17時台アニメ枠「あにめたいむ5」のつなぎ番組として2022年11月から再開、2024年2月まで放送された。

### 放送時間

#### 番組開始 - 2010年3月
基本的に18:15 - 18:20に放送。マリーンズナイター、高校野球関連番組等の特別番組放送時は休止。
当初は毎日放送であったが、2009年4月に金曜および第3日曜は枠廃止となった。

#### 2010年4月 - 2021年3月
- 毎日
  - 18:55 - 19:00[注釈 4]（2010年4月 - 2012年3月）2012年4月より『ONGAX』を放送。
- 土日
  - 15:55 - 16:00（2012年4月 - 2021年3月）
- 平日
  - 15:55 - 16:00（2010年4月 - 2014年9月）
  - 16:25 - 16:30（2014年9月29日 - 2021年3月26日）
    - 2015年6月 - 2017年5月の週の初日[15]）は『ビッグホップガーデンモール印西×チュバチュバワンダーランド天気予報』として放送
    - 2015年10月9日 - 11月27日の金曜は『チュバさんぽ』として放送

  - 金曜 17:25 - 17:30（2018年1月19日 - 2019年3月29日） 
    - 基本的に15分版のステージショーコーナーの単独放送[16][17][18][19]

#### 2022年11月 - 2024年2月
2022年11月2日 より2024年2月15日
まで平日17:25 - 17:30に放送。同日17:00「あにめたいむ5」前半平日帯枠で開始した『あたしンち』が25分番組のため、30分までのつなぎ番組として放送された。番組の休止・終了も同枠に準じる。
番組タイトルに曲名を付記し日替わりでミュージック・ビデオを放送。放送済み楽曲は再放送扱いとなる。2023年6月の出演者交代直後は新録映像による『ロックン★チュバ!』のみとなったが、8月より既存楽曲の新録版を順次追加・放送した。字幕放送を実施し、音楽を示す♬～と歌詞テロップで表示のないセリフが送出される。

#### その他
高校野球県予選時期（雨天中止・試合のない予備日）等は不定期に穴埋めとして放送されることがある。また2010年7月26日 - 9月30日までは、月曜 - 水曜 21:55 - 22:00にも放送され、後述する『チュバチュバワンダーランドの天気予報』も日中に随時放送されていた。

## 15分版
番組前半ではキャプテン☆C・ダスターD・おねえさんによるコーナーを放送する。後半ではスポンサーであるモラージュ柏を中心に県内の幼稚園・保育園、または各地で行われたステージショーの様子が放送される。
15分版にはスポンサーがついており、番組開始の2011年から2014年3月までは、モラージュ柏の1社提供であった。2014年4月から、後述する特撮ドラマでも舞台として登場したことがあるユニー（アピタ・ピアゴ）もスポンサーとなり、モラージュ柏とあわせた複数社提供に変更されている。2016年からは東海住宅もスポンサーとなり、のちにアピタが外れたため、現在は2社提供である。6:30枠はノンスポンサー。ただし当日の18:15枠が休止の場合はモラージュ柏・東海住宅の2社提供で放送。
18:15から放送した場合、以下のような流れで放送される。
- 18:15 - オープニング
- 18:16 - 前半コーナー（後述）
- 18:22 - 後半コーナー（ステージショーの放送）
- 18:27 - 幼稚園キャラバンのフォトレポートまたは関連コンテンツの情報[注釈 10]
- 18:28 - 今後行われる予定のステージショー告知、エンディング

前半コーナーの内容は以下のとおり。
- 2011年7月 - 2012年6月

通常の子供番組にあるような、手遊びやゲームなどの内容を放送していた。撮影は当初東京ドイツ村（袖ケ浦市）で行われていたが、2012年4月放送分からはマザー牧場（富津市）でも撮影されている。保護者向けに育児に関する内容が放送されることもある。
- 2012年7月 - 2014年3月

特撮ドラマ『Captain☆C』。ロケ地は佐原の町並み（香取市）や千葉都市モノレール、ロングウッドステーション（長柄町）など、県内各地で行なわれている。「ゴミを道路に捨ててはいけない」・「ウソはだめ」など、やってはいけないことを注意する一種の道徳教育のような内容になっている。大まかな話の流れは以下のとおり。
1. ダスターDが町中でイタズラやマナー違反を仕掛ける、大抵の場合、イタズラの最大の被害者はエミおねえさん。
2. そこにキャプテン☆Cが現れる。 場所を千葉県内の海岸など移し、キャプテン☆CとダスターDとその手下達が対決。キャプテン☆Cが勝利する。
3. 最後にテレビの前の子供たちに対し、今回ダスターDがやったようなことをしてはいけないと呼びかける。また、ストーリー上やむを得ずキャプテン☆Cらが電車やバス車内で立ち上がるシーンを含む場合もあるため、演出の都合上車内で立っているが本当はマナー違反という注釈が入る場合もある。

回によっては上記に沿わないストーリーもあり、2013年9月には、ユニー（アピタ）が展開している「タフネスBizスーツ」の宣伝を兼ねたドラマを制作したこともあり、この回では対決シーンはなかった。前述のとおり、2014年4月からはユニーが番組スポンサーにもなっている。
- 2014年4月 - 9月

「つくっチャオ！」が開始。3人による工作を中心とした内容になっている。
「これなーんだ」 - 最初は霧がかかっているようによくわからない状態のVTRや、聞き取りにくい音が流れるので、それが何か（何の音か）を当てるゲーム
- 2014年10月 - 2015年3月
放送日により、下記のいずれかを放送する。
  - 人形劇「チュバチュバワンダーランドのだいぼうけん」 - パペットのキャプテン☆C、ダスターD、おねえさんが登場する。
  - 「これなーんだ」
- 2015年4月 - 2016年3月
曜日毎で異なる企画を行うようになった。月曜と水曜は新コーナーで、それ以外の曜日は既存コーナーを放送。
  - 月曜：チュバさんぽ - 3人が千葉県内を散歩する
  - 火曜：人形劇「チュバチュバワンダーランドのだいぼうけん」
  - 水曜：ことばであそぼうオノマトペ - 擬声語（オノマトペ）について学べる企画
  - 木曜：つくっチャオ - 工作コーナー
  - 金曜：道徳特撮ドラマ
- 2017年4月 - 2019年3月[8]
  - 月曜：道徳特撮ドラマ
  - 火曜：チュバっとかいけつ! チュバチュバたんていじむしょ - 子供たちの疑問に答えるロケ企画
  - 水曜：勝つのはどっち? たいけつ★チュバーサス -キャプテン☆CとダスターDが何かしらの対決をする
  - 木曜：人形劇「チュバチュバワンダーランドのだいぼうけん2」（2017年5月開始[注釈 11]）
  - 金曜：チュバさんぽ2
- 2019年4月 - 2020年4月[23]
  - 月曜：道徳特撮ドラマ
  - 火曜：グレッチのダンスダンスダンス - グレッチと一緒にダンスを踊る
  - 水曜：楽器レッスン - さとみおねえさん、キャプテン、ダスターがてっちゃん、あやちゃん先生から楽器のレッスンを受ける
  - 木曜：英語レッスン - チャッキーと一緒に英語を学ぶ
  - 金曜：チュバっとかいけつ! チュバチュバたんていじむしょ - 子供たちの疑問に答えるロケ企画
- 2020年4月 -2021年3月
以下の中から曜日を決めずに放送を行うようになった。できるかなとなつかちょは他の何れかと同時放送
  - シューティングスターさとみらルージュ - さとみおねえさんが戦士さとみらルージュに変身して汚れた街をキレイにしちゃう
  - 道徳特撮ドラマ
  - グレッチのダンスダンスダンス
  - 英語レッスン
  - CD Tube - キャプテンとダスターが色々なことに挑戦する
  - できるかな - テレビの前のお友達がジャンプする投稿映像やキャプテンC、ダスターD、さとみおねえさんが色々なことに挑戦する
  - なつかっちょ - 昔懐かしい遊びを紹介する
- 2021年4月 -2022年3月
コロナ禍の影響もあるのか全く新作が放送されなくなった。以下の中から曜日を決めずに全て過去の内容を繰り返しの再放送となっている
  - シューティングスターさとみらルージュ
  - 道徳特撮ドラマ
  - チュバっとかいけつ! チュバチュバたんていじむしょ
  - グレッチのダンスダンスダンス
  - 楽器レッスン
  - 英語レッスン
  - CD Tube
  - できるかな
  - なつかっちょ

- 2022年4月 - 2023年1月
2021年から引き続き再放送が行われる中、新作としてすすめSDCsちょうさだんの放送を開始
  - すすめSDCsちょうさだん - 最近よく耳にするSDGs（えすでぃーじーず）について3人と一緒に楽しく学べる

- 2023年1月 - 2023年2月
新作の放送開始
  - なわとび戦士ジャンピオン - なわとびが跳べなくて悩んでいるちびっこたちにコツを教える。

- 2023年3月 - 2023年5月
再び再放送のみの番組編成

- 2023年6月 - 2024年3月
あんおねえさんへ交代後、週替わりの新コーナー開始。毎週月曜日に新作放送を行い火～金は再放送となる。
  - 道徳特撮ドラマ
  - つくっチャオ - えみおねえさん時代に放送していた工作コーナーの復活（6月、7月のみ放送）
  - あんとギター - あんおねえさんのフォークギター弾き語り
  - チュバチュバ調査団 - キャプテンCとダスターDの2人が千葉県内の色々な取組や場所を調査に行く
  - CDチャンネル - キャプテンCとダスターDが色々なことに挑戦する
  - アンジェリック- あんおねえさんが戦士アンジェリックに変身して悪者と戦う

- 2024年4月 -
月の最初の4日間の放送は新作を放送。5日目から月末までは1-4日目の放送を繰り返す。但しイベント内容の放送のみ更新される。イベント放送がないときはキッズキャラバンとミュージックビデオが放送される。
5月より新コーナーの放送開始
  - つくっチャオ - 2023年7月以来の放送
  - グルめっちゅ - 料理に使う食材の豆知識を教える
  - 1・2・3・4・Go!エール -
  - もっとできるかな - キャプテンC、ダスターD、あんおねえさんが色々なことに挑戦する。さとみおねえさん時代に放送していたコーナーの復活

### 放送時間
- 平日：6:30 - 6:45（2014年4月より）

『シャキット!』の放送開始（6:45-8:00）に伴い設定。ただし、臨時ニュースのために『シャキット!』が開始時間を前倒しすることがあり、この場合は休止。
- 平日：17:45 - 18:00（2025年4月7日より）
- ※再放送 平日：17:00 - 17:15（2025年4月7日より）

15分版開始当初の2011年7月より、平日：18:15 - 18:30（2011年7月 - 2012年3月は金曜のみ『CLOCK15』放送のため休止、2019年4月から金曜は18:30 - 18:45）の放送を続けていたが、2021年4月より18:30 - 19:00のアニメ枠が廃止され、17時台の「あにめたいむ5」に統一（18:15 - 18:45は通販番組に統一）されるため、放送時間を18:45からに変更となった。2023年4月3日からは、平日19時台に放送されていたドラマ再放送枠が30分繰り上がって18:30からの放送に変更されたため、当番組は2年ぶり（金曜は4年ぶり）に18:15 - 18:30の放送となった。
土曜は『熱血BO-SO TV』放送のため設定なし。日曜（第3日曜は『WIN BY ALL!』放送のため休止）は2013年3月まで放送（『浅草お茶の間寄席』の枠移動により廃枠）。
金曜は2012年4月に開始（『CLOCK15』終了による）。同年10月に『情報kitchen 金曜日はミックスフライ』（再放送）の開始により廃枠となるが、2013年4月の枠移動で再度設定された。
2025年4月7日からは、前枠の『newsチバ』の枠拡大と、17時台の『あにめたいむ5』の見直しに伴い、17:45 - 18:00に移動。かつ、アニメ枠が17:15 - 17:45になることに伴い、17:00 - 17:15に再放送枠も設定される。
- 第4日曜：19:45 - 20:00（2023年4月より）

19:30 - 19:45に『WIN BY ALL!』（ジェフ千葉応援番組）を放送のため、20:00までの穴埋めとして放送。
2013年4月 - 2023年3月は、同じ第4日曜の20:15 - 20:30に放送されていた。当時は20:00 - 20:15に『WIN BY ALL!』を、20:30 - 21:00に『Rising Reysol』（柏レイソル応援番組）を放送のため、その間の穴埋めとして放送していた。これらの応援番組の放送枠移動に伴い、当番組の放送枠も変更となった。
- この他、穴埋めで随時放送されている。特に、子供番組関連が15分番組の場合や、休止期間の場合に放送されている（土曜 7:30-8:00の『鳳神ヤツルギ』、平日夕方の「あにめたいむ5」枠で休止・充電期間がある場合など）。

## 楽曲
- チュバチュバCHU-CHU-CHU（作詞、作曲：山田ヤスト、歌：C☆stars） - 2009年4月まで放送。
- ロックン★チュバ!（作詞・作曲・編曲：青木多果、歌：チュバ★フレンズ） - 年間を通じて放送される。
- チュバチュバ音頭（作詞・作曲：村松寛茂、編曲：青木多果、歌：チュバ★フレンズ） - 夏季のみ放送。
- 恋の呪文（歌：チュバ★フレンズ） - 当番組のエンディングのほか、チバテレの他番組でもBGMとして使用される。
- ダスターDのテーマ
- カンフーアニマル
- かぜなんかひかない
- チュバチュバサンバ（歌：ビリケン） - 2011年10月より、15分版のエンディング曲として使用されていた。ビリケンと番組とのコラボ企画でもある。
- ようこそチュバチュバワンダーランドへ！（歌：ゆうなみとうささき） - エミおねえさんのテーマソングだったが現在はさとみおねえさんのテーマソングとして流用。
- 戦う僕らのキャプテン☆C -キャプテン☆Cのテーマソング。-特撮ドラマ「Captain☆C」では、オープニングソングとして使われている。
- うみのいきものがたり
- カレーのうた -曲中の振り付けをれいちゃんが担当
- あいさつのうた -えみおねえさん最後のオリジナル曲
- チュバチュバースデー -従来モラージュ柏でのお誕生日イベントのみで歌われていたが、2023年より他会場でもお誕生日イベントを行うようになったため、歌われるようになった。
- たまたまたまご -さとみおねえさん交代後、最初のオリジナル曲
- カンフーアニマル2
- おしりジェット -さとみおねえさんバージョンとあんおねえさんバージョンで曲のアレンジが異なっている。
- すてっぷbyすてっぷ -みんなで子育てチバ2021とのコラボ曲
- スピードまし～ん -あんおねえさん最初のオリジナル曲で千葉市の競輪PIST6をイメージして作られた曲
- グルメッチュ

一部を除く楽曲はチバテレの放送開始前フィラー（平日4:30 - 4:58、土・日曜4:25 - 4:53）や、『チバミライチャンネル』内の「チバミライチャンネルガイド」（チバテレ ミライチャンネルで、平日6:35 - 6:45・16:50 - 17:00）のBGMとしても使われている。

### オリジナルアルバム
|     | 規格品番    | リリース日     | タイトル                                           |
| --- | ----------- | -------------- | -------------------------------------------------- |
| 1st | CHBR-0002/3 | 2011年7月25日  | チュバチュバ☆ワンダーランド                        |
| 2nd | CHBR-0004/5 | 2012年9月26日  | チュバチュバワンダーランド VOL2                    |
| 3rd | CHBR-0006/7 | 2014年10月15日 | チュバチュバワンダーランド VOL3                    |
| 4th | CHBR-0010   | 2019年7月15日  | Chuba Chuba Wonderland 10th Anniversary CD 10YEARS |

## 派生・特別番組
チュバチュバワンダーランド プラス
2009年5月にのみ放送された、セガの携帯サイト『ヒトカラ』とのタイアップ企画放送。『ロックン★チュバ!』がヒトカラで歌えるようになったことをアピールするものであった。
5分版の本放送に引き続き、18:20 - 18:25に放送されていた。そのためプラス放送期間中は、『ちば美彩』が5分短縮された。
チュバチュバワンダーランドの天気予報
2010年7月26日 - 9月30日まで放送されていたフィラー天気予報。
内容は5分版と同じであるが、通常歌詞の字幕が表示されているところに天気予報が表示される形態である。歌は『チュバチュバ音頭』を使用。
スポンサーのない通常の天気予報のほとんど（日中〜夕方時間帯）が、この形態で放送された。ただし元々子供向け番組ということもあってか、UHFアニメ等を放送している深夜帯は通常の天気予報のままであった。2010年10月以降は通常の天気予報に戻っている（2015年6月より、月曜16:25に『ビッグホップガーデンモール印西×チュバチュバワンダーランド天気予報』（前述）として事実上復活（映像はオリジナル））。
Captain☆Cの選挙に行こう!
2011年4月4日 - 4月9日まで放送された、同年4月10日投開票が行われる第17回統一地方選挙への投票を呼びかける啓発番組。キャプテン☆Cが千葉市議会議員選挙の啓発イメージキャラクターに選出されたことを受け、キャプテン☆CとダスターDが選挙のアピールを行う。
チュバチュバワンダーランド（正月特番、30分）
2013年より、正月三が日を中心に正月特番として随時放送。特撮ドラマに加え、正月らしく書き初めなどのコーナーなどで構成されていた。また、30分の中の一部映像を使い、当該期間の天気予報のほとんど（深夜帯を除く）を「チュバチュバワンダーランド天気予報」（番組表上は「おめでとう チュバチュバワンダーランド天気予報」）として放送していた。2021年以降は放送なし。
子育て応援！チーパス事業　チーパスリニューアルに伴う告知CM
2018年4月1日に千葉県の事業「子育て応援！チーパス事業」によるチーパスの最初のリニューアルが実施された際、リニューアル告知を行うため当番組とコラボしたチーパス切替を推進するCMが放送されていた。「古いデザインのカードは使えません。」「新しいチーパスに切り替えよう！」と告知。
ワールドハウスPresents こんなお家に住んでみたい！withチュバチュバワンダーランド～お家でBBQ！理想の二世帯住宅 編～
ワールドハウスPresents こんなお家に住んでみたい！withチュバチュバワンダーランド～働くママの「片づけが楽になる家」編～
2020年6月27日と2020年8月8日の2回放送された当番組のスポンサーであるハウスメーカーのワールドハウスとチュバチュバワンダーランドがコラボして、ワールドハウスの注文住宅を紹介する番組。MCは千葉ロッテマリーンズイベント関連でMCを務めていた庄司こなつお姉さん。
みんなで子育てチバ2021 ONLINE 里親制度推進プログラム
みんなで子育てチバ2021 ONLINE 怒ると叱るの違いって？？
2021年10月3日と2021年11月21日の2回みんなんで子育てチバ2021と当番組がコラボした番組でYouTtubeでオンライン配信された。
1回目のテーマは里親制度について、里親になる条件や里親になるために取得すべき資格など、里親を希望されている人に役立つ内容が紹介される。
2回目のテーマは子供を「怒ること」と「叱ること」の違いを中心に子供の児童虐待を防ぐために取るべき子育て方法について紹介される。
コドモの未来をマモルTV～チバに生まれたみんなへ～
2022年2月21日に放送された当番組とコラボした児童虐待防止と里親制度の普及啓発を行い、子育てに困っている人と力になりたい人たちをつなぐ。子どもたちの未来を「守る人」「導く人」が集まる社会福祉バラエティ番組。

MCは千葉県出身の小倉優子と佐藤勇人(ジェフ千葉CUO)
ニッセイアセットマネジメントpresents　SDGsってなあに？
2022年6月4日に放送されたキャプテン★Cたちと一緒にSDGsについて学んでみよう！という番組。当番組のスポンサーであるニッセイアセットマネジメント「サステナビリティ推進室」の取り組みについて紹介する。
ぐんぐんチバテレSDGｓプレゼントキャンペーン告知CM
2022年よりスタートしたチバテレで行われる「ぐんぐんチバテレSDGsWEEK～できることからはじめよう！～」を合い言葉とした「身近で取り組めるSDGｓ情報をお届けするキャンペーン」のCMへ出演。

2023年も引き続き出演

## イベント実施状況

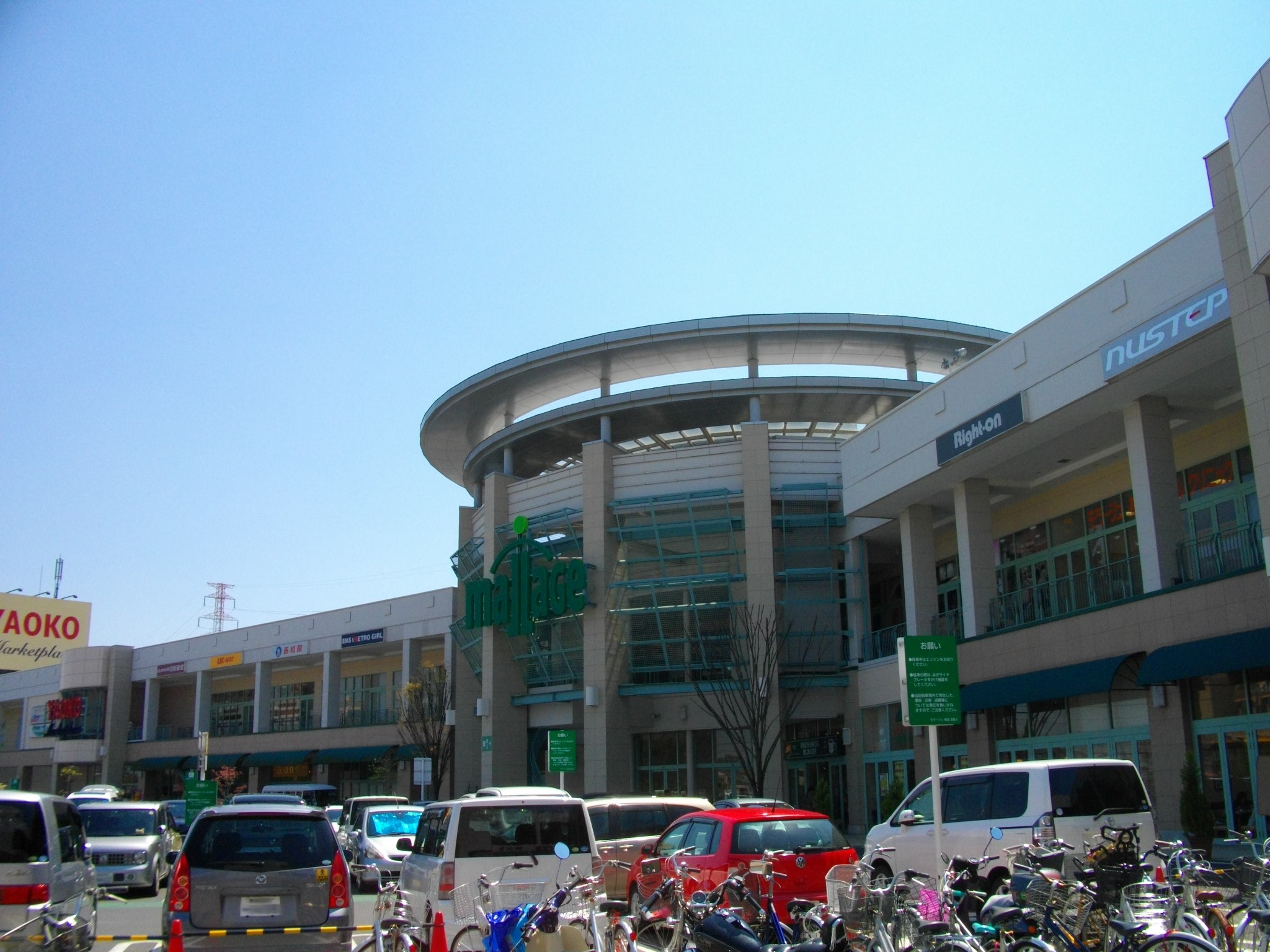
メイン会場のモラージュ柏

番組出演者と触れ合えるイベントとして、千葉県内外の各所でショーを実施。毎回30分程度のショーを2回実施し、ゲームをしたり番組テーマソングに合わせた踊りを披露している。主な開催場所は以下の通り。スポンサーのモラージュ柏・ユニー系列の店舗・ビッグホップガーデンモール印西のほか、セブン&アイ系列のショッピングセンター（アリオ、およびイトーヨーカドーをキーテナントに持つショッピングセンター）で開催されている。またここ数年では千葉県内外の各住宅展示場（主にスポンサーの東海住宅関連施設）、幕張メッセで行わる展示会でのステージイベントの1つとしての開催例も多い。イオンモールなど、イオン系列のショッピングセンターでの開催はあるものの、ユニー系列・セブン&アイ系列と比べればごく少数の開催に留まっている。
2016年7月17日には、チバテレ開局45周年 記念イベント「スマイルちばfestival」の一環として、プレナ幕張（千葉市美浜区）にて開催された。

2017年以降はそれ以前と比べると新規会場でのイベント開催は減少し、複数の同じ会場を数ヶ月毎に回って開催することが増えている。また、住宅展示場、分譲マンション販売地区での開催が極端に増加している

毎月のイベント開催実績も2017年以前は平均月5 - 6回は開催されていたが、開催数が徐々に減少傾向にあり現在では月に3 - 4回程度の開催であることが多くなっており、2019年6月はモラージュ柏（毎月1回必ず開催）のみの開催となった。
2020年は新型コロナウイルス（COVID-19）の影響によりイベント開催ができない状態が続いていたが、同年9月よりモラージュ柏で事前予約形式でステージショーを再開している。以後も、毎月1回同様の形式で、モラージュ柏でのみイベントが実施されている（単発開催の形で他の場所での実施もあるが、多くの月はモラージュ柏のみの状況である）。

2022年7月よりイベントが予約制ではなくなり、以前のような1日2回の飛び入り参加可能な参加方法に戻ることが公式アカウントより発表されたが、2023年までは開催場所はほぼモラージュ柏のみとなっていた。

しかし、2024年からは徐々にではあるが、モラージュ柏以外の場所での開催が再開されており、モラージュ柏を含めて月2-4回程度のイベント開催まで戻ってきている。
複数回実施の商業施設など（千葉県内）
- モラージュ柏（柏市）（毎月実施しており、主要会場である） - C☆stars時代より。前述のとおり、番組スポンサーでもある。2015年は毎月の通常のショーとは別に、エミおねえさんによる絵本の読み聞かせ会も開催されていた。一方でモラージュ柏で定期開催されていることもあり、柏市内の他のショッピングセンターでは開催されていない[注釈 14]。2代目おねえさんであるさとみおねえさんの卒業イベント、および3代目おねえさんであるあんおねえさん・2024年6月から出演のわかばちゃんのお披露目が行われる等、番組の節目を飾るイベントも多くがここで行われている。
- ユニー系列の店舗（アピタ、MEGAドン・キホーテUNY） - 前述のとおり、番組スポンサーでもある。千葉県内には下記の3店舗があり、いずれも開催実績がある。ユニーのスポンサー降板後は開催なし。
  - MEGAドン・キホーテUNY市原店（市原市、旧：アピタ市原店）
  - アピタ木更津店（木更津市）
  - アピタ君津店（君津市）
- ビッグホップガーデンモール印西(印西市) - 前述のとおり、6:30台放送でCMを流していたほか、月曜では当番組とコラボした天気予報を放送していた。2017年以降は開催なし。
- ロングウッドステーション(長柄町)（2013年12月まで毎月実施） - 特撮ドラマのロケ地としても多数使用。初代おねえさんであるエミおねえさんの卒業イベントもここで実施された。2017年以降は開催なし。
- アリオ
  - アリオ蘇我（千葉市)
  - アリオ市原（市原市）
- イトーヨーカドーをキーテナントとするショッピングセンター
  - フルルガーデン八千代(八千代市)
  - プラーレ松戸(松戸市)
  - ユアエルム成田(成田市) - 2020年にイトーヨーカドーは閉店
- ビビット南船橋（船橋市） - 2代目おねえさんであるさとみおねえさんのお披露目が行われた。
- ユアエルム八千代台(八千代市)
- ニッケコルトンプラザ(市川市)

千葉県外での商業施設など
千葉県外では、チバテレがスピルオーバーなどで視聴可能な東京都城東地区（江東区、江戸川区など）、埼玉県（三郷市、春日部市）、茨城県南部（茨城県南地域、鹿行）でショーが行われることがあった。新型コロナウイルスの影響がある2020年以降は、県外では開催されていない。
- 南砂町ショッピングセンター SUNAMO(東京都江東区）
- アリオ北砂（東京都江東区）
- サンストリート亀戸（東京都江東区、現在は閉店）
- ユアエルム青戸（東京都葛飾区）
- イトーヨーカドー三郷店（埼玉県三郷市）
- イオンモール春日部（埼玉県春日部市）
- iiasつくば（茨城県つくば市）
- パルナ（MEGAドン・キホーテUNY佐原東店）（茨城県稲敷市） - かつてのアピタ佐原東店であり、茨城県内では最後まで営業していたアピタであった（平成27年9月関東・東北豪雨の影響などで既に閉店したアピタ石下店・アピタ守谷店では開催されなかった）。

## その他
2013年6月3日から3ヶ月間、新京成電鉄にてラッピング電車「チュバチュバワンダーランド号」（N800形を使用）が運行された。初日には新津田沼駅前で出発式が行われた。また数量限定でキャラクターイラストが描かれた記念乗車券（キャプテン☆C、エミおねえさん、ダスターDの3種類）も発売された。